# Polizeiruf 110: Starke Schultern
Starke Schultern ist ein Fernsehfilm aus der ARD-Krimireihe Polizeiruf 110. Der Film wurde im Auftrag des MDR produziert und wurde am Sonntag, den 25. März 2018 erstmals im Ersten ausgestrahlt. Es ist der achte Fall für die Magdeburger Ermittlerin Doreen Brasch und der dritte Fall mit ihrem Partner Dirk Köhler.

## Handlung
Der erfolgreiche Bauunternehmer Rene Ottmann überlebt einen nächtlichen Brandanschlag nur knapp. Ottmann steht der Situation recht gelassen gegenüber, und Kommissarin Brasch hat das Gefühl, dass der Mann nicht sehr erschüttert ist über den Anschlag auf sein Leben. Zusammen mit ihrem Kollegen Köhler ermittelt sie im Umfeld des umstrittenen Mannes und findet sehr schnell einen ersten Verdächtigen. Uwe Schneider hat sich nach einer für ihn unverdienten Kündigung mit Ottmann angelegt und war mit einem Messer auf ihn losgegangen. Als die Ermittler ihn befragen wollen, ergreift er die Flucht und bemächtigt sich dabei der Waffe von Köhler. Somit ist zu befürchten, dass Schneider nun mit der Pistole versucht, seinen Plan zu beenden. Brasch begibt sich daraufhin zu Ottmann, um ihn sofort beschützen zu können. Obwohl er Personenschutz ablehnt, observiert sie ihn trotzdem. Dabei fällt ihr Ottmanns enges Verhältnis zu seiner Schwägerin Susan Dietrich auf. Deren Schwester war Ottmanns Frau und vor fünf Jahren bei einem Lawinenunglück ums Leben gekommen. Auch Susans Sohn Carsten wird häufig bei Ottmann gesehen. Da das Auto, das von Zeugen in der Nacht zum Brandanschlag vor Ottmanns Haus gesehen wurde, als das der Dietrichs identifiziert werden kann, konzentriert sich Kommissarin Brasch mit ihren Ermittlungen auf diese Familie. Axel Dietrich ist Juwelier und seit einem Überfall auf sein Geschäft nicht mehr arbeitsfähig. Bei ihren Observierungen fällt Brasch auf, dass sich Susan Dietrich regelmäßig mit ihrem Schwager trifft. Obwohl Axel Dietrich von diesem Verhältnis, das angeblich seit zwei Jahren besteht, unterrichtet ist und es duldet, hat er für die Kommissarin das stärkste Motiv. Ehe sie weiter dieser Spur nachgehen kann, erscheint plötzlich Uwe Schneider und stellt sich freiwillig der Polizei. Er sieht scheinbar seinen Fehler ein und gibt den Brandanschlag zu. Doch Köhler erscheint das alles sehr fragwürdig. So wie es aussieht, hat jemand Schneider für dieses Geständnis bezahlt. Köhler recherchiert in diese Richtung und kann über Schneiders Frau nachweisen, dass ihr Mann von einem unbekannten Gönner eine große Geldsumme erhalten hat. So in die Enge getrieben, gibt Schneider an, von Ottmann für seine Falschaussage bezahlt worden zu sein. Für Köhler stellt sich damit die Frage, wen Ottmann schützen will.
Kommissarin Brasch kommt dahinter, dass der ausschlaggebende Punkt in der Ottmann-Dietrich-Konstellation der Überfall auf das Juweliergeschäft ist, denn es gab damals einen Toten, was nicht bekannt wurde, weil Susan Dietrich Ottmann um Hilfe gebeten hatte und er sich um die „Entsorgung“ der Leiche gekümmert hatte. Seit dieser Zeit hatte Ottmann die Dietrichs in der Hand, und um aus dieser Sackgasse zu entkommen, sah Susan den Brandanschlag als letzten Ausweg. Sowohl Susan Dietrich als auch Ottman werden festgenommen.
Persönlich hat Kommissarin Brasch mit ihrer Arbeitsdisziplin zu kämpfen. Für die psychologische Betreuung wurde ein Experte eingeladen, der sowohl Brasch als auch ihrem Kollegen Köhler dabei helfen soll, besser miteinander klarzukommen. Brasch lehnt dies komplett ab und weigert sich, in ihr Seelenleben schauen zu lassen. Ihr tiefsitzendes Misstrauen gegen andere Menschen macht auch vor dem Psychologen Niklas Wilke nicht halt. Dieser wiederum stellt sich sehr geschickt an und kann Braschs Vertrauen gewinnen. Ihm gegenüber berichtet sie, wie sie in der Vergangenheit vor lauter Diensteifer ihren Sohn vernachlässigt hat, sodass er heute, mit 23, nichts mehr mit ihr zu tun haben möchte und sie ohne Familie und Freunde dasteht.

## Hintergrund
Die Dreharbeiten fanden an 22 Drehtagen vom 16. August 2016 bis zum 14. September 2016 in Magdeburg statt.
Mit dieser Folge wird das Magdeburger Team durch den Psychologen Niklas Wilke erweitert.

## Rezeption

### Kritiken
Rainer Tittelbach von tittelbach.tv schrieb: „Die Idee, das Magdeburger „Polizeiruf“-Trio um einen Kriminalpsychologen zu erweitern, ist für die Entwicklung des MDR-Reihen-Ablegers das Beste, was den Verantwortlichen einfallen konnte. Auch wenn in der ersten Hälfte von „Starke Schultern“ (filmpool fiction) die unterhaltsame berufliche Beziehungskiste der Kommissare über das Krimi-Geplänkel gerade so hinwegsehen lässt, so gewinnt die Psychologie in der zweiten Hälfte nun auch im Krimi-Plot die Oberhand und sorgt für äußerst bizarre Situationen.“
Bei der SZ urteilte Katharina Riehl: „[…] und es gab ja eine Zeit, in der man vor allem wegen Matthias Brandt in München und Charly Hübner und Anneke Kim Sarnau in Rostock den Eindruck haben konnte, dass der Polizeiruf den Tatort qualitativ überholt. Die Episoden aus Magdeburg aber konnten diese These nie so recht bestätigen.“
Christian Buß von Spiegel Online wertete: „Schon nach den ersten Folgen des sachsen-anhaltinischen TV-Reviers stellte sich Frustration ein. In Magdeburg herrschte seit Anbeginn ein Kommen, Gehen und blödes In-der-Handlung-Rumstehen. Alle scheinen hier sehr unglücklich – nicht nur die Ermittler, die als extreme Antipoden angelegt sind und sich mehr lähmen als befruchten, sondern auch bei den Schauspielerinnen, die sie verkörpern.“

### Einschaltquoten
Die Erstausstrahlung von Starke Schultern am 25. März 2018 wurde in Deutschland von 7,84 Millionen Zuschauern gesehen und erreichte einen Marktanteil von 21,7 % für Das Erste.